# ファースト・デイト (ブリンク 182の曲)
ファーストデイト (First Date)は、アメリカのロックバンド、ブリンク182の楽曲。バンドの4枚目のアルバム、"Take Off Your Pants and Jacket"に収録。作詞はトム・ディロング、作曲はブリンク182。バンドの代表曲として知られており、日本でもヒットした。

## 概要
ブリンクらしい明るいイントロで始まり、キャッチーなギターリフを繰り返していく。
また、ザ・マーロイズによるプロモーションビデオが作成されている。このビデオはイギリスの有名ロックバンド、ビージーズなどのパロディを中心とした物となっている。
バンドのライヴでもよく演奏され、アンコールなどでの定番。